# Lobelia giberroa
Lobelia giberroa Hemsl., 1877 è una pianta appartenente alla famiglia delle Campanulacee, diffusa in Africa.

## Descrizione
Questa specie presenta una rosetta basale di foglie lanceolate lunghe da 25 a 90 cm., pubescenti, con margine dentato. L'infiorescenza è una spiga claviforme lunga sino a 3 m; i fiori hanno una corolla lunga 25–35 mm, di colore dal bianco al verde, spesso con sfumature bluastre o porpora.

## Distribuzione e habitat
È una delle specie di "lobelia gigante" con l'areale più esteso: è presente in Eritrea, Etiopia, Kenya, Malawi, Burundi, Ruanda, Sudan, Tanzania, Uganda, Zambia e Zaire.